# Terremoto de Pakistán de 2013
El terremoto de Pakistán de 2013 fue un terremoto de magnitud Mw 7.7 con epicentro a 66 kilómetros al norte-noreste de Awaran en Baluchistán, ocurrido el 24 de septiembre de 2013 a las 11:29:48 UTC. Como saldo total, 825 personas fallecieron y 700 más resultaron heridas.

## Desarrollo
El Observatorio Sísmico Nacional de Pakistán, informó el que el terremoto de Mw 7.7 ocurrió a las 16:29:49 PKT (UTC +5:00) a una profundidad de 10 km. El sismo duró alrededor de un minuto, provocando el pánico en las ciudades del sur de Pakistán, como Karachi y Hyderabad.
El terremoto se sintió en las principales ciudades de Pakistán, incluida Karachi, Hyderabad, Islamabad, Larkana, y Lahore. El sismo se sintió también en Nueva Delhi, India, donde algunos edificios temblaron, y en Mascate, Omán (a 800 km del epicentro) donde temblores leves sacudieron mesas y armarios.

## Consecuencias
El terremoto mató al menos a 825 personas y 700 más resultaron heridas. Estimaciones del impacto del sismo hechas por el Servicio Geológico de los Estados Unidos incluyen un nivel de alerta roja para las muertes relacionadas con el temblor inicial (35% de probabilidad de 1.000-10.000 muertes, 27% de probabilidad de 10.000-100.000 muertes) y un nivel de alerta naranja para el impacto económico (35% de probabilidad de 100-1000 millones dólares estadounidenses, 26% de posibilidades de 1-10 billones de dólares estadounidenses).
El terremoto sacudió una región escasamente poblada de Pakistán. La mayoría de las casas y edificios de la región están construidas con ladrillos de barro, que se derrumbaron durante el terremoto y las réplicas. Un funcionario de la provincia de Baluchistán, afirmó que el 80 por ciento de los hogares en el distrito de Awaran se habían derrumbado o estaban dañados. En Quetta, la capital regional, algunas áreas parecían estar muy dañadas.

### Zalzala Jazeera
El terremoto fue lo suficientemente potente como para levantar una pequeña isla en el mar Arábigo frente a la costa de Gwadar, denominada posteriormente Zalzala Jazeera ("isla terremoto" en idioma árabe). Los primeros informes afirman que la nueva isla se encuentra entre unos 110 metros a 1,6 km de la costa, con una altura de 6 a 12 m y cerca de 30 m de ancho.

## Réplicas
- Una réplica de 6.0 grados se registró a 102 km de Awaran a las 16:36 (fecha local), el 24 de septiembre, a una profundidad de 24.5 km y a una intensidad mercalli de VI.[14]
- Entre el 24 y 25 de septiembre han ocurrido réplicas de entre 4.7 a 5.9 grados.[15][16][17][18][19]
- El 28 de septiembre, un sismo de 7.2 grados de magnitud se registró a 66 km de Awaran a las 12:34 (hora local), a una profundidad de 14.8 km y a una intensidad mercalli de IX. El sismo dejó saldo de 12 muertos.[20]